# LMBT-szimbólumok
Mint megannyi szervezetnek és társaságnak van szimbóluma, az LMBT-körök is vettek fel megkülönböztető jelzéseket.

## Szivárvány zászló

A szivárvány zászló

A szivárványzászló az 1970-es évek óta szimbóluma a meleg és leszbikus büszkeségnek. Az első meleg büszkeség zászlót 1978-ban Gilbert Baker készítette harminc önkéntes társával együtt kézifestéses technikával. Ez a zászló még nyolc sávból állt, Baker minden színt külön jelentéssel ruházott fel: a rózsaszín a szexualitást, a piros az életet, a narancssárga a gyógyulást, a sárga a napot, a zöld természetet, a türkiz a művészetet, a kék a harmóniát, az ibolya pedig a lelket szimbolizálja.
A zászló, amely eredetileg a meleg büszkeség napi felvonulások elengedhetetlen kelléke volt, ma már számos formában él tovább. A szivárvány zászló a meleg és leszbikus közönséget megcélzó szórakozóhelyek könnyen felismerhető cégére. Számos homoszexuális ember és melegjogi aktivista teszi ki a zászlót házára vagy lakásának ablakába, hogy ezzel is mutassák, nyíltan vállalják melegségüket, illetve a melegjogok ügyének képviseletét. A zászlók mellett ma már kaphatók szivárvány színű karkötők, nyakláncok, övek, kulcstartók, és más ékszerek, kiegészítők is.

## Rózsaszín háromszög

A rózsaszín háromszög

A rózsaszín háromszög a náci koncentrációs táborokban a férfi homoszexuális elítéltek esetében használt megjelölés volt. A hetvenes évek óta a melegjogi mozgalom és a melegbüszkeség nemzetközi jelképe. Rózsaszín háromszög szimbólumára épül több homoszexuális emlékmű, így az amszterdami Homomonument és a sydneyi meleg és leszbikus holokauszt-emlékmű is.

## Fekete háromszög

A fekete háromszög

A rózsaszín háromszög párja, a leszbikusság szimbóluma. A leszbikus nőknek a náci koncentrációs táborban nem volt saját megjelölésük, az antiszociálisok fekete háromszögét kellett viselniük. Ebbe a kategóriába sorolódtak még a szellemileg visszamaradottak, a hajléktalanok, az alkoholisták és a prostituáltak is. A cigányokat általában a fekete-háromszöggel jelölt rabok közé helyezték, de volt mikor ők barnát kaptak helyette.

## Lambda

Lambda

A Gay Activists' Alliance (Meleg Aktivisták Szövetsége) 1970-ben a görög lambda betűt választotta szimbólumának a meleg szabadságáért folytatott kampányában. Négy évvel később a skóciai Gay Rights Congress (Melegjogi Kongresszus) ugyancsak e szimbólum mellett döntött, a meleg és leszbikus jogok megjelenítésére. Ezek eredményeként a lambda nemzetközileg ismertté vált. A betű levendula színű, hasonlít a rózsaszínre, ezért a homoszexualitással párosítják. A lambdát az erővel is összefüggésbe hozzák, ezért jelképezi a melegjogi intézmények erejét. Továbbá úgy tartják, hogy kifejezi az egységességet. Egy melegjogi szövetség, a Lambda Legal nevében is megtalálható a szimbólum, mint szó. Magyarországon a Mások c. újság kiadója a Lambda Budapest Meleg Baráti Társaság nevet választotta magának.

## A szabadság gyűrűi
Ez hat alumínium gyűrű David Spada jóvoltából. Minden egyes ékszer tartalmaz egy-egy színt a szivárványból. A szabadságot és a toleranciát szimbolizálják. Hordhatóak nyakláncként, karkötőként, kulcstartóként is. Úgy tartják, hogy aki a jobb kezén viseli a vörös gyűrűt, az meleg. Ha azonban az ékszer a bal kezén van valakinek, akkor a személy melegbarát heteró.

## Lila kézfej
1969 novemberében meleg aktivisták tüntetést szerveztek a San Franciscó-i Examiner c. lap szerkesztősége elé, tiltakozva melegbárokról a lapban megjelent cikksorozat ellen. A szerkesztőség alkalmazottai nyomdafestéket öntöttek az ablak előtt tiltakozókra, akik a rájuk zúduló festékkel homofóbia-ellenes Gay power jelszavakat festettek a falra, és San Francisco egész belvárosában lila kézlenyomatokat hagytak a falakon. Melegaktivisták később próbálták a homofóbia-ellenesség szimbólumává tenni, utalva egyben egy New York-i maffiabanda, a Fekete Kéz ismert jelére. Egy török melegjogi szervezet, a Purple Hand Eskisehir LGBT Formation nevében is használja a kifejezést.

## Galéria

### Szimbólumok
- A bi-háromszögek (biszexualitás jelképe)
- A dupla hold (biszexualitás jelképe)[18]
- A dupla női szimbólum (leszbikus nők jelképe)
- A dupla férfi szimbólum (meleg férfiak jelképe)
- Egybefüggő nemi szimbólumok
- Labrüsz (leszbikus feminista női szimbólum)[19][20]
- Lambda (a meleg szabadság jelképe)
- Pánszexuális szimbólum
- Genderfluid

### Zászlók

#### Szexuális irányultság

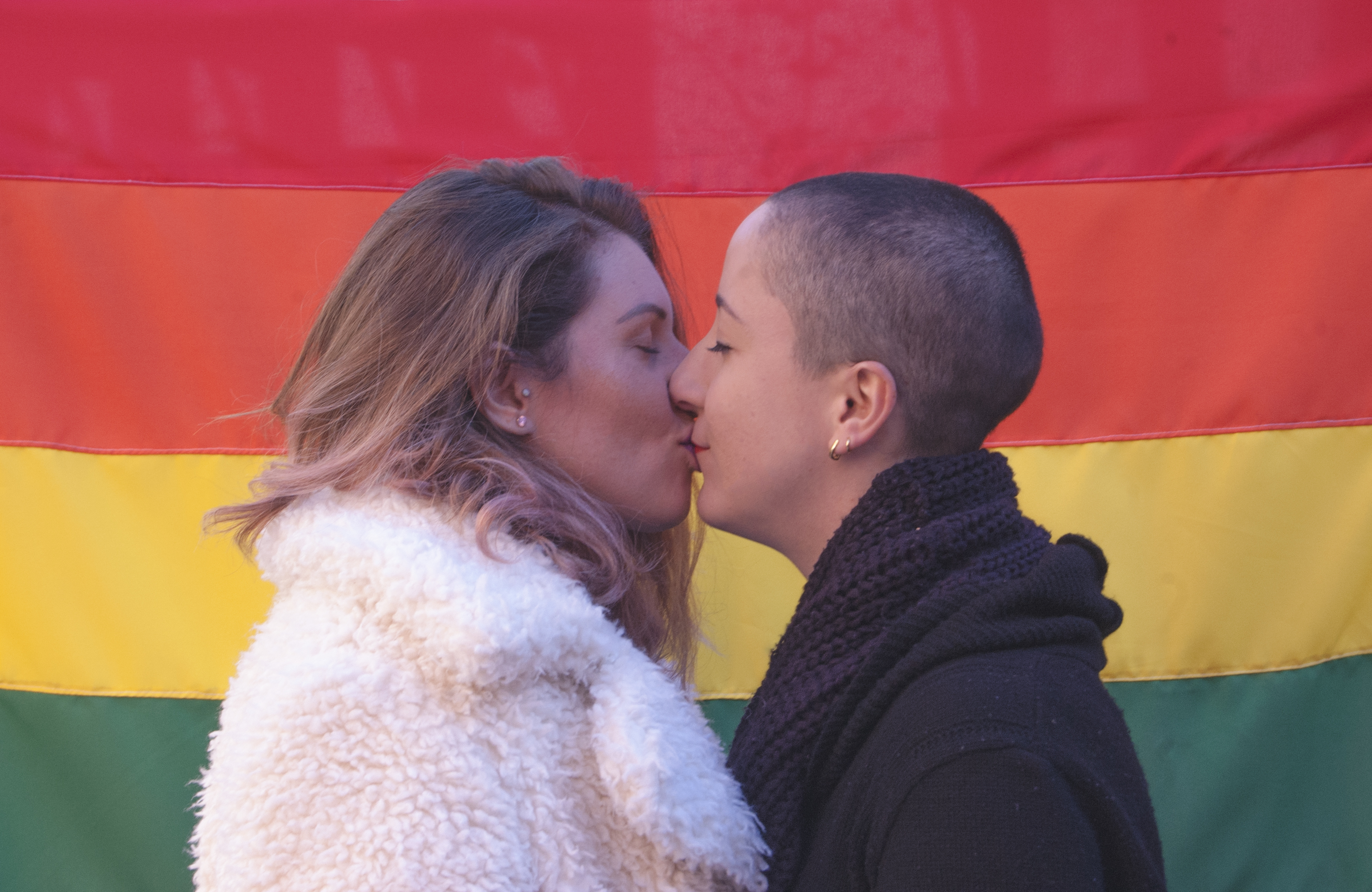
Két leszbikus nő egy szivárványzászló előtt

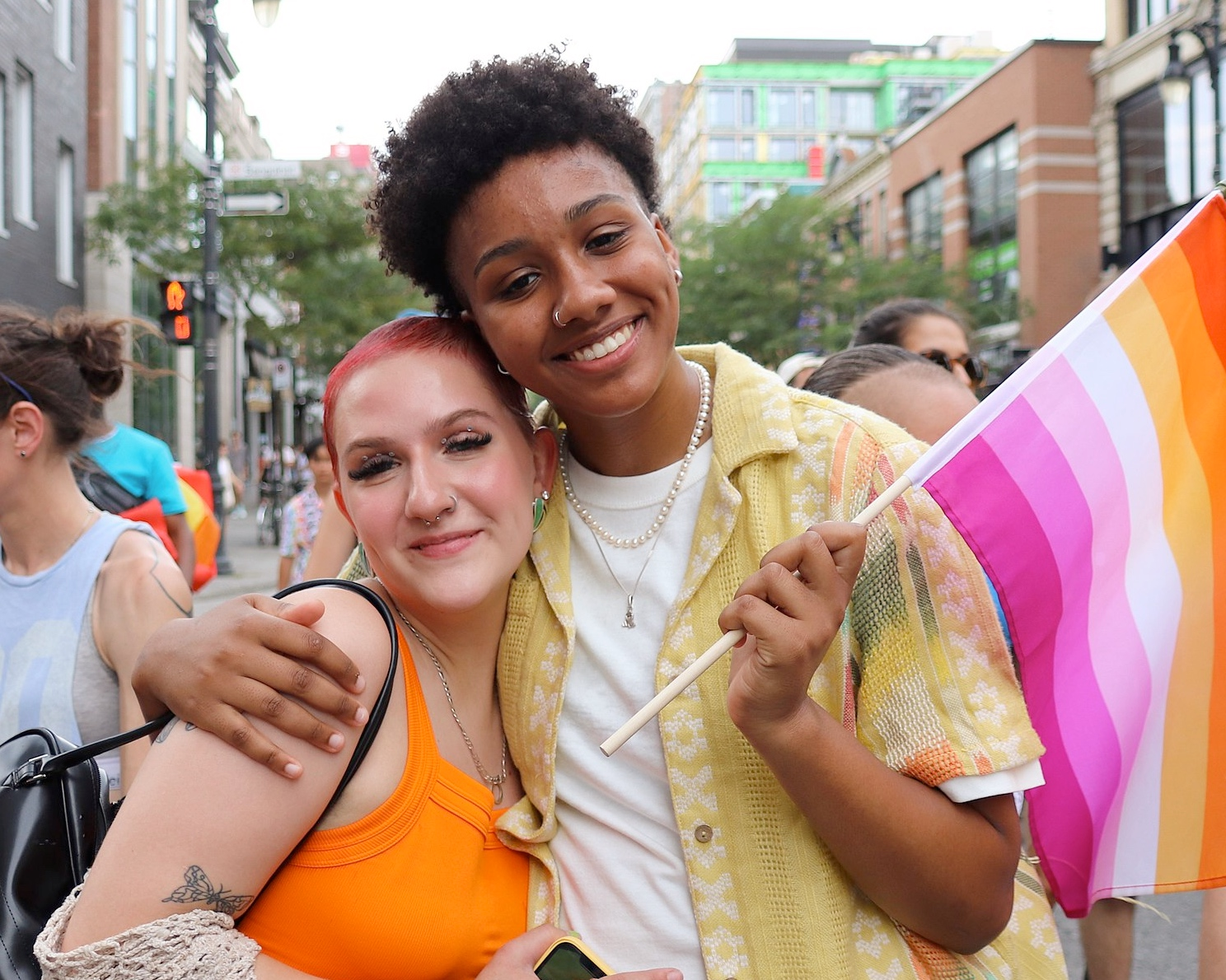
Két leszbikus nő egy leszbikus zászlóval a 2022-es Montreal Pride-on

Az 1978-ig használatos LMBTQ zászló, amelyet Gilbert Baker tervezett
LMBT Az LMBT közösség által 1978-ban jóváhagyott hivatalos hatszínű szivárványzászló
A régi leszbikus zászló
A 2018-ban elfogadott hétsávos leszbikus zászló[21]
A 2019-ben elfogadott ötsávos hivatalos leszbikus zászló[22]
A leszbikus feministák 1970-es évek óta használatos zászlaja (közepén az ókori amazonhadsseregek kétoldalú fegyverével a Labrisz bárddal[23])
A régi leszbikus zászló Venus szimbólumokkal
A lipstick leszbikusok zászlaja
A meleg férfiak zászlaja 2017 óta[24][25]
A biszexuális büszkeség zászlaja
Pánszexuális zászló
Az aszexuális büszkeség zászlaja
Aromantikus zászló[26]
Demiszexuális zászló

#### Nemi identitás

A transznemű büszkeség zászlaja (Monica Helms amerikai aktivista 1999-es alkotása)
A transzfeminizmus szimbóluma
A nembináris nemi identitás büszkeségének zászlaja
Genderfluid zászló[27]
A Genderqueer identitás zászlaja
Bigender zászló[28][29]
Az agender nemi identitás zászlaja
Az interszexuális büszkeség zászlaja

#### Többszerelműség

A poliamor közösség hivatalos szimbóluma
Poliamoria
Poliszexuális

- Poliszexuális[21]

#### Egyéb zászlók, progresszív mozgalmi szimbólumok

Progresszív Büszkeségzászló (Daniel Quasar 2018-as alkotása)
Az interszexuális zászlóval kiegészített progresszív büszkeség zászlaja
A társadalmi igazságosság színeivel kiegészített zászló
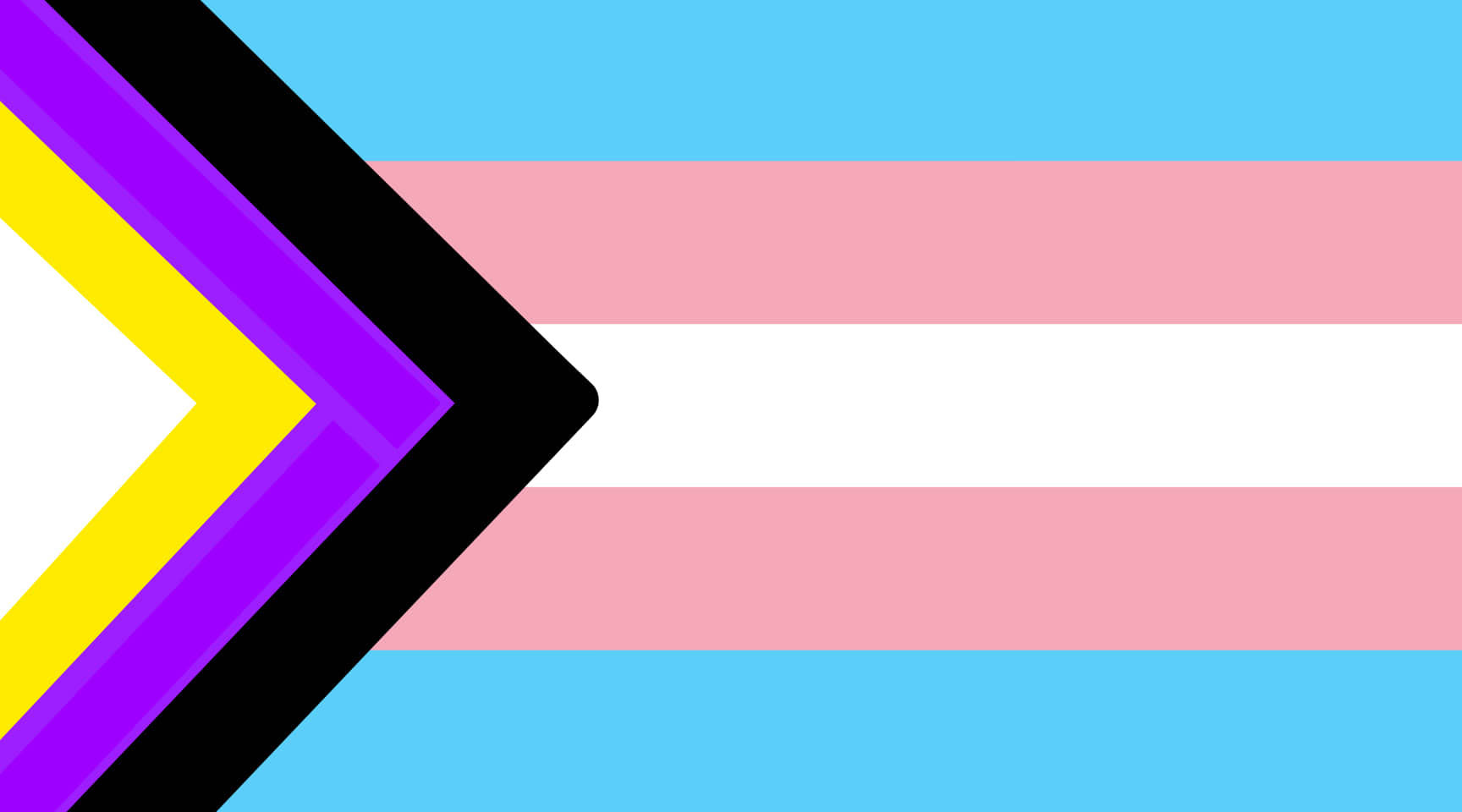
A társadalmi igazságosság transznemű színeivel kiegészített zászló (Diane Rodríguez & Zack Elías 2022-es alkotása)

#### Országokkal kapcsolatos zászlók
- Izrael meleg zászlója[30][31]
- Philadelphia, Egyesült Államok[32]
- A Dél-Afrika meleg zászlója[33]
- Rózsaszín Union Jack, az Egyesült Királyság meleg zászlója[34]

#### Szexuális fetisizmusés aparafíliák(kivéve apedofília)

Medve Testvériség
A latex, a lakk ruházatok kedvelőinek és a BDSM közösség egyesített zászlaja
A gumi, PVC és lakkruhák kedvelőinek zászlaja
A felnőtt baba szexuális szerepjátékok és a pelenkakedvelők közösségének zászlaja

## Fontos fogalmak, kifejezések
- Az LMBTQ közösséggel és a társadalmi nemekkel kapcsolatos legújabb fogalomgyűjtemény
- Karsay Dodó, Virág Tamás - Kérdőjelek helyett / LMBTQI-Kisokos a médiának útmutató (Magyar LMBT Szövetség, 2015) ISBN 978-963-12-2728-4